# Pellen (textiel)
Pellen is een katoenen of linnen weefsel met een eenvoudig bont patroon. Dit patroon is afgeleid van damast en is meestal geblokt. Pellen wordt gebruikt voor tafelkleden, zakdoeken, handdoeken en dergelijke. Een pellen wordt vervaardigd op een zogeheten pellenweefgetouw. Een dergelijk weefgetouw heeft meer dan twee schachten. Het woord zou al sedert 1120 in gebruik zijn.